# Abramo Spinelli
Abramo Spinelli (Osio Sotto, 1855 - Bergamo, 1924) fue un pintor italiano especialista en temas sagrados.

## Biografía
Nacido en Osio Sotto, en la provincia de Bergamo, fue alumno de la Escuela de Pintura de la Accademia Carrara hasta 1876, igual que Ponziano Loverini, Giovanni Cavaller, Giacomo Calegari y Rinaldo Agazzi. Se inscribió luego en la Accademia di Brera de Milán.
Sus pinturas tratan, sobre todo, temas sagrados, caracterizados por la selección de sujetos populares que exprimieran en una dimensión real y dramática los acontecimientos, subrayando los temas de la corriente  pauperista, de amor a los pobres y exaltación de la caridad cristiana, difundida por Carlos Borromeo y su primo Federico, ambos arzobispos de Milán. 
Falleció en Bergamo en 1924.

## Obras
- San Antonio de Padua (circa 1900), Capilla del Santo Jesús de la Iglesia de Santa María Inmaculada de las Gracias de Bergamo;[3]

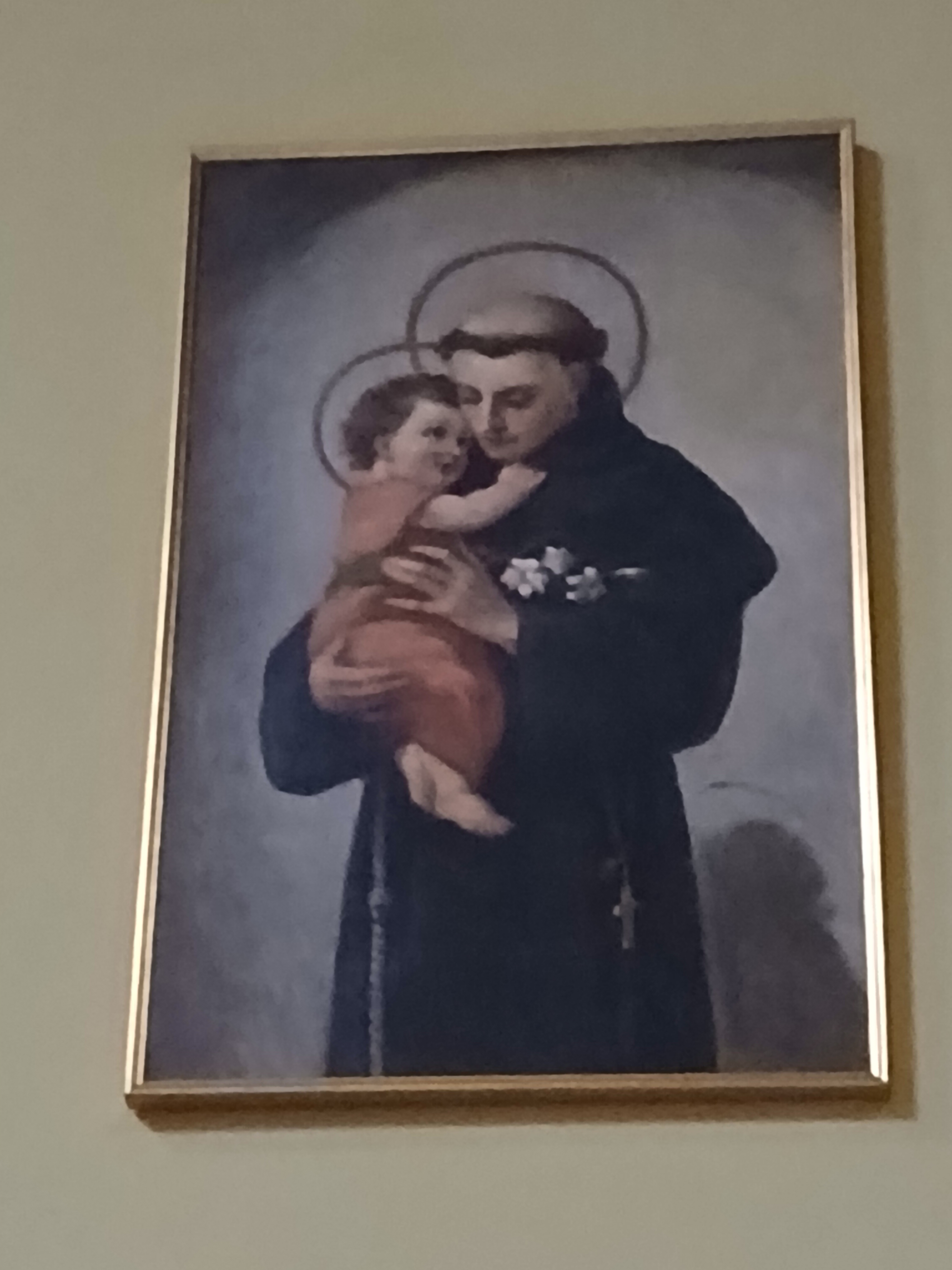
San Antonio de Padua, Iglesia de Santa María Inmaculada de las Gracias, Bergamo

- La Inmaculada en un prado de lirios con Angeles y Santas (1904), portal de ingreso a la Iglesia de Santa María Inmaculada de las Gracias, Bergamo

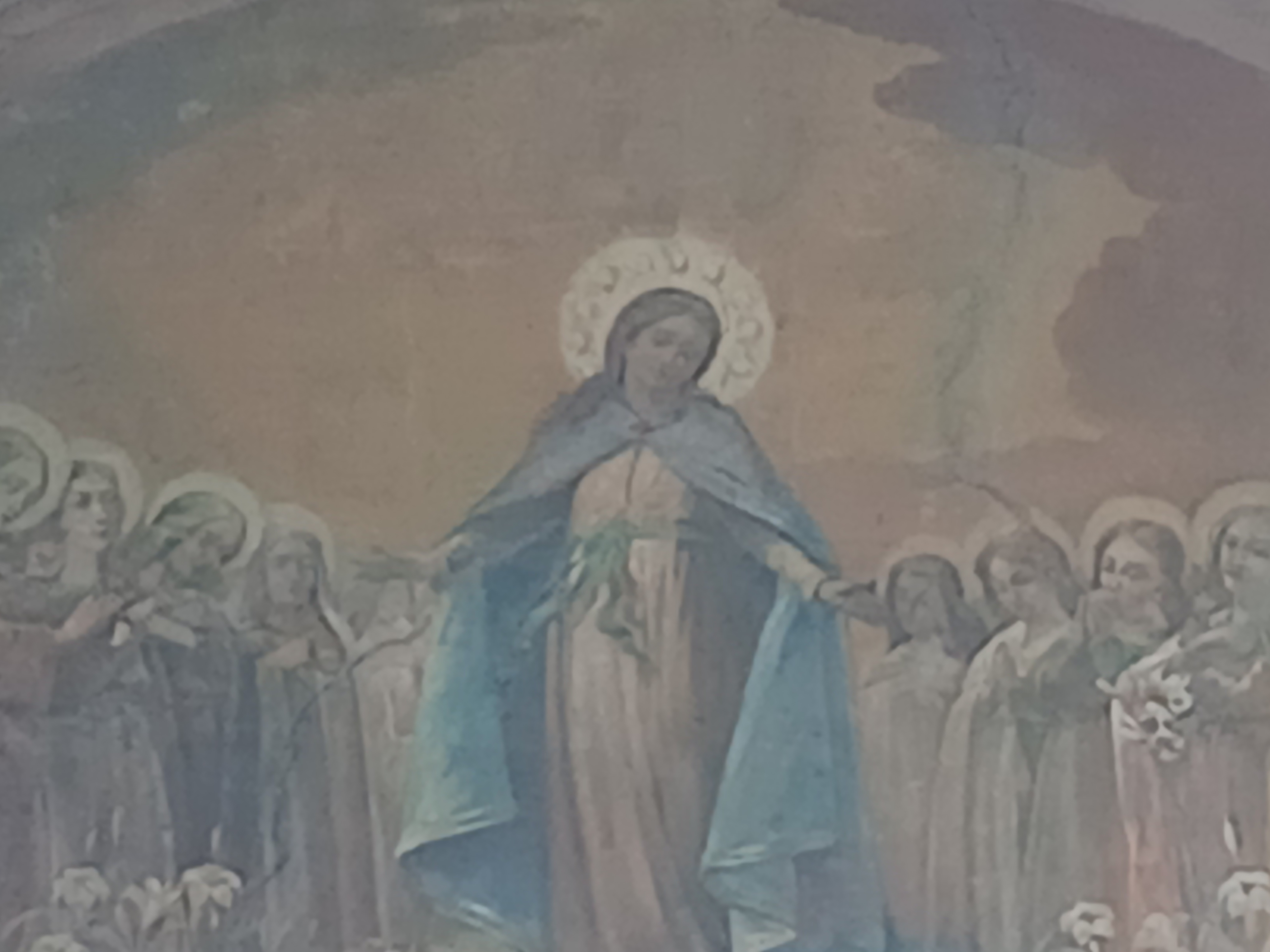
La Inmaculada en un prado de lirios con Angeles y Santas, Iglesia de Santa María Inmaculada de las Gracias, Bergamo

- San Juan Bautista (1900), Iglesia del Santísimo Redentor de  Seriate;
- San Luís en Gloria, iglesia de los Santos Pedro y Paolo de Verdello;
- San Jorge, Eucaristía (1909) en los arcos de la Iglesia de San Jorge de Boltiere;

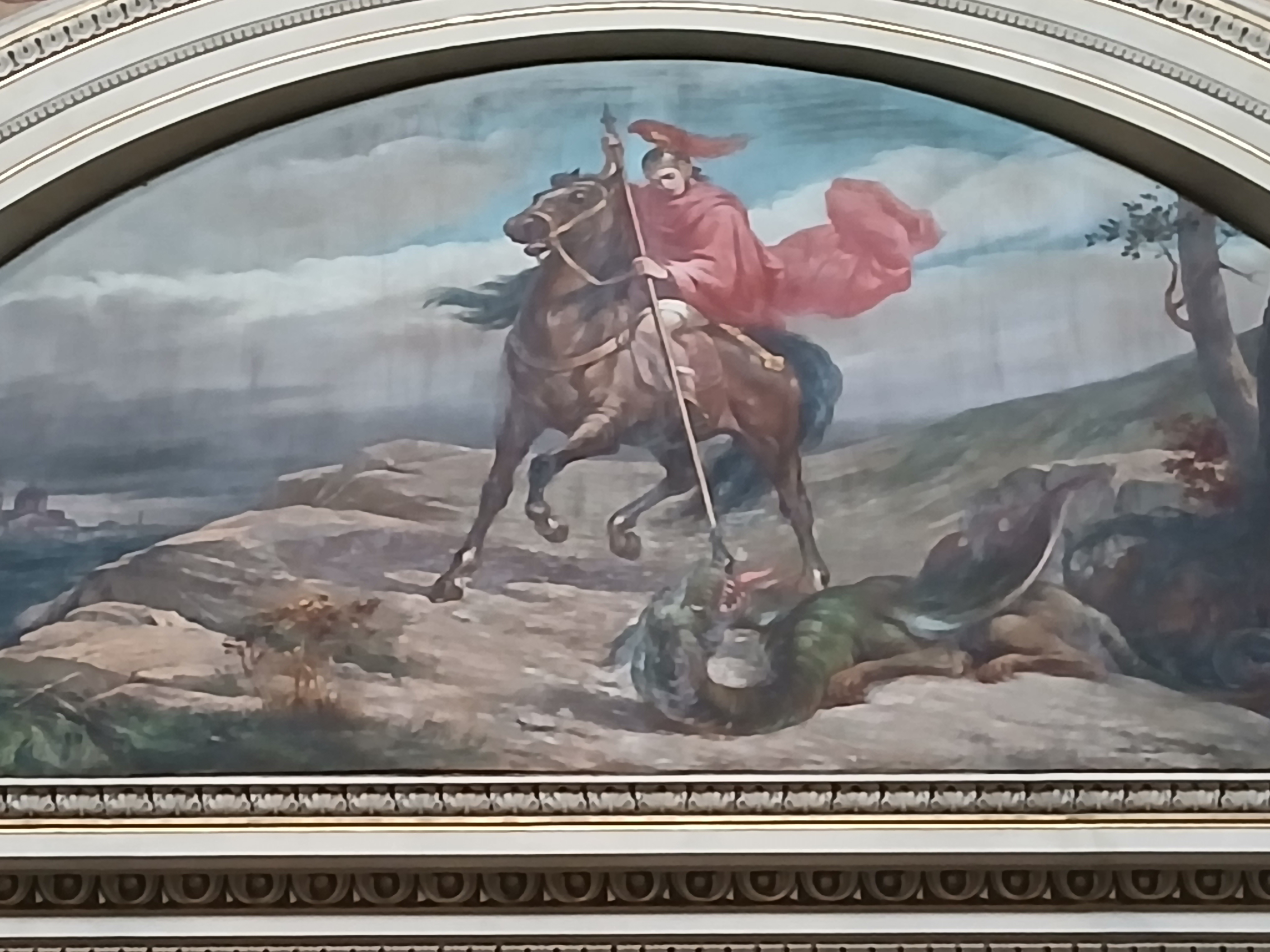
San Jorge, iglesia de San Jorge martyr, Boltiere

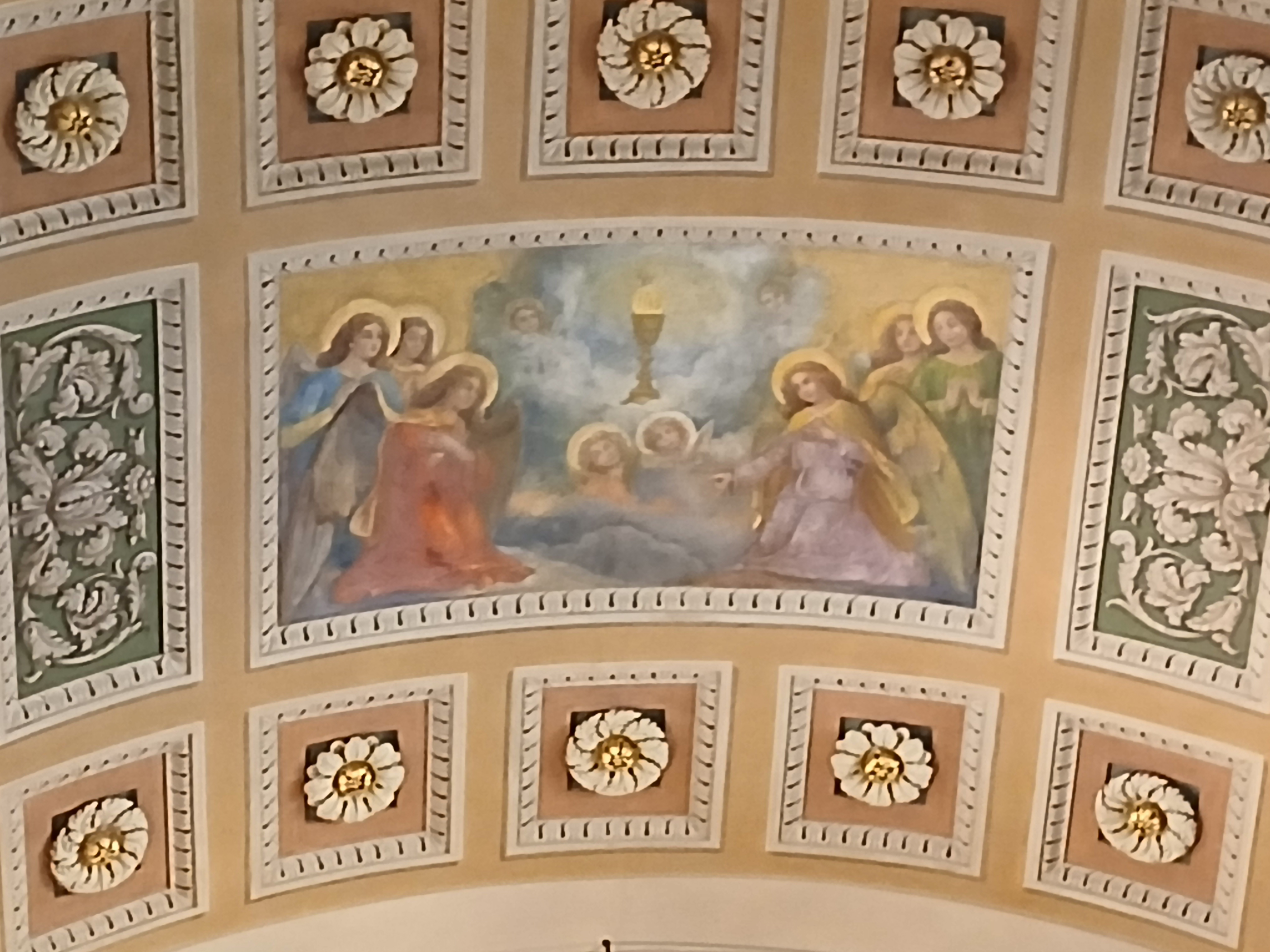
Eucaristía, iglesia de San Jorge martyr, Boltiere (1909)

- La Sagrada Familia (1900), en la iglesia Santa María Inmaculada de las Gracias de Bérgamo;[4]